# Naděžda Rjaškinová
Naděžda Rjaškinová (rusky Надежда Ряшкина; * 22. ledna 1967, Sokol, Vologdská oblast) je bývalá ruská atletka, závodící v chůzi.
V roce 1989 na halovém MS v Budapešti skončila v chůzi na 3000 metrů v čase 12:12,98 na 4. místě. 25. července roku 1990 stanovila světový rekord na trati 10 kilometrů časem 41:56,23 min., který je platný dodnes. V roce 1999 vyrovnala tehdejší světový rekord i na dvojnásobné trati časem 1.27:30 min. Rjaškinová je vítězkou Her dobré vůle z roku 1990 a Evropského chodeckého poháru v roce 1998.

## Osobní rekordy
Dráha
- Chůze na 10 km – 41:56,23 (1990)  (Současný světový rekord)